# Cruz ortodoxa russa

Cruz ortodoxa russa

A Cruz ortodoxa russa é uma variante da cruz cristã com três travessas horizontais e a inferior inclinada. É o símbolo da Igreja Ortodoxa Russa (☦), também conhecida por: "Cruz ortodoxa", "Cruz Bizantina", "Cruz Oriental" ou "Cruz Eslava".
É constituída por um eixo central (vertical) com três travessas horizontais. A travessa superior menor representa a inscrição I.N.R.I (acrónimo da frase em latim: Iēsus Nazarēnus, Rēx Iūdaeōrum cuja tradução é "Jesus Nazareno, ou de Nazaré, Rei dos Judeus") sobre a cabeça de Jesus, e a barra inferior (geralmente inclinada), representa o seu apoio para os pés (em latim:  Suppedaneum).
Em algumas representações mais antigas (mantendo-se ainda assim na Igreja Grega), a barra na parte inferior é reta. Em representações mais atuais, a barra inferior aparece inclinada, com o lado esquerdo do espectador sendo geralmente mais elevada. Esta cruz era utilizada havia muito no Império Bizantino e foi aprovada pela Igreja Ortodoxa Russa e popularizada nos países eslavos.

## Uso na Igreja
A cruz ortodoxa russa é usada pelo Patriarcado Ecumênico de Constantinopla do século VI. 
Desde sua autocefalia de Constantinopla em 1219, a Igreja Ortodoxa Sérvia continuou o uso da cruz ortodoxa russa. 
A partir do século XVI, a Igreja Ortodoxa Russa começou a usar a cruz ortodoxa russa nas cúpulas de suas igrejas. 
É também amplamente usado pela Igreja Ortodoxa Polonesa e pela Igreja Ortodoxa Tcheca e Eslovaca, que receberam suas autocefalias do Patriarca de Moscou em 1948 e 1951, respectivamente; e por algumas Igrejas católicas de rito oriental bizantino como a Igreja Greco-Católica Ucraniana.

## Cruz do Calvário

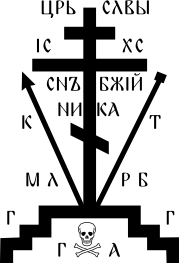
Cruz do Calvário ou Cruz do Gólgota

A Cruz do Calvário é uma variação da cruz ortodoxa russa muito usada no contexto da vida monástica, principalmente por monges que alcançaram o grau do Grande Esquema (μεγαλόσχημος, megaloschemos). Ela pode conter desenhos de alguns símbolos, uma série de letras e símbolos em grego ou em eslavônico eclesiástico, em diversas disposições, algumas vezes apenas com as iniciais de cada palavra da frase, algumas vezes ocultando as vogais, como explicado a seguir:
- ЦРЬ СЛВЫ (Царь Славы, Tsar Slavy) - Rei da Glória
- И.Н.Ц.И. (Иисус Назорей Царь Иудейский, Yisus Nazorei Tsar Iudeiskyi) - tradução de I.N.R.I
- ICXC (Ιησούς Χριστός, Yisous Khristós) - Grego para Jesus Cristo
- СНЪ БЖIЙ (Сын Божий, Syni Bozhi) - Filho de Deus
- NIKA - Grego para Vence/Conquista (formando a frase Jesus Cristo Vence)
- K (Копие, Kopie) - Lança (simboliza a lança de São Longino, que perfurou a lateral de Jesus)
- T (Трость, Trost) - Haste (simboliza a haste com uma esponja na ponta, molhada em vinagre, que deram para Jesus beber)
- МЛ (Место Лобное..., Mesmo Lobnoye) - O Local da Execução...
- РБ (...Рай бысть, ...Pai Byst) - ...Foi feito Paraíso.
- ГГ (Гора Голгофа, Gora Golgofa) - Monte Gólgota
- ГА (Глава Адама, Glava Adama) - Caveira de Adão (Geralmente acompanhada da imagem da caveira)

## Imagens

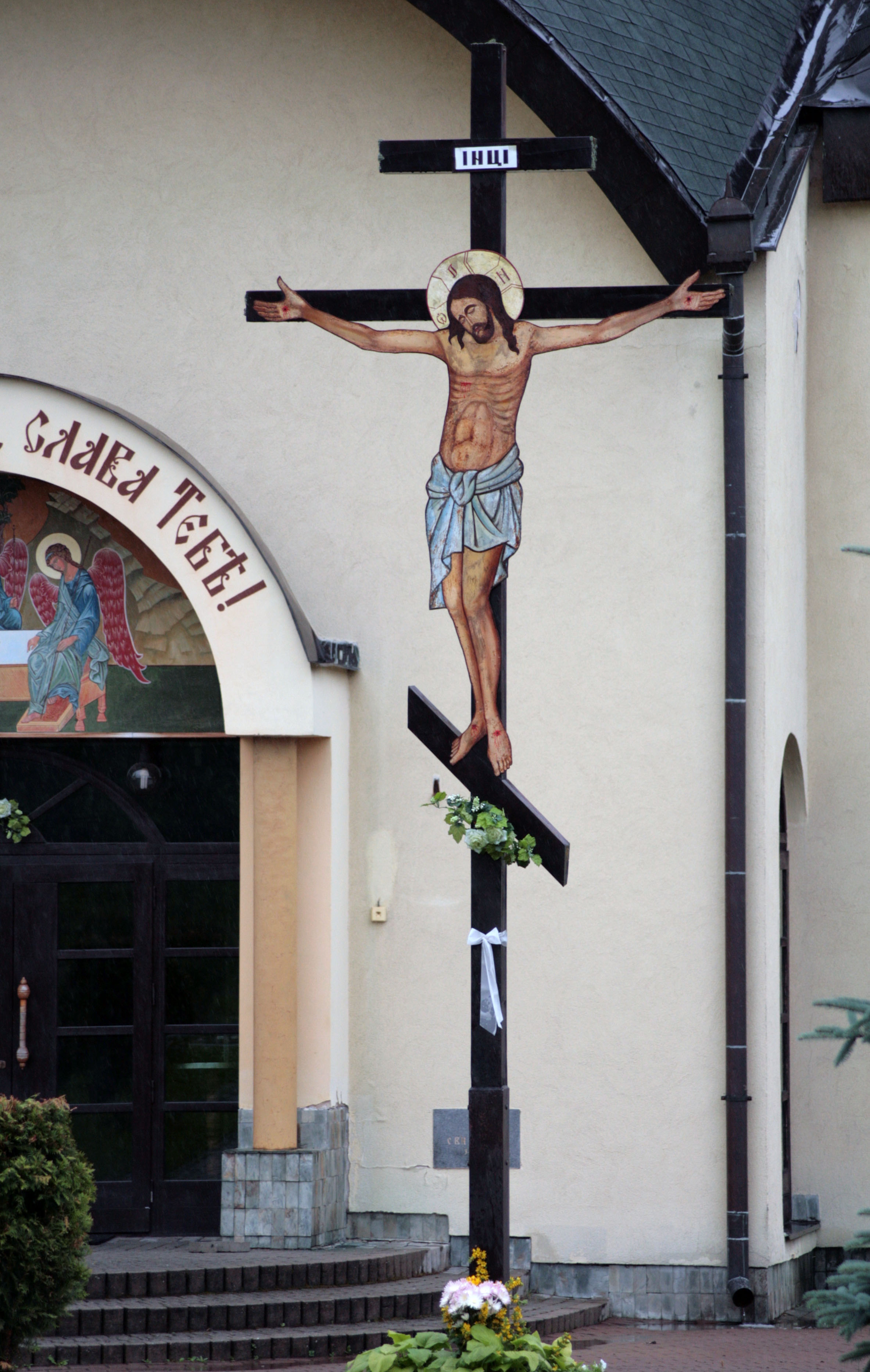
Cruz ortodoxa russa (Svidník, Eslováquia).
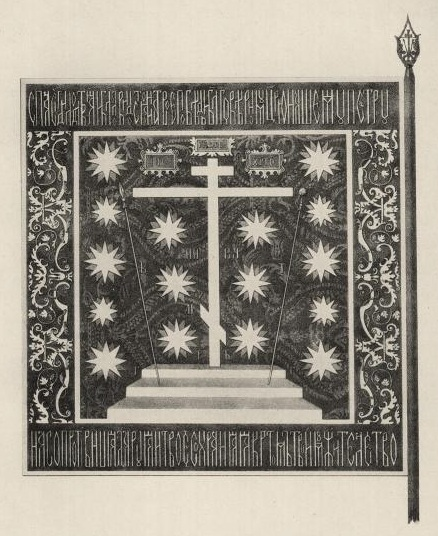
Bandeira militar russa (1696-1699)